# Hop Island
Hop Island ist eine 5 km lange und felsige Insel vor der Ingrid-Christensen-Küste des ostantarktischen Prinzessin-Elisabeth-Lands. Sie ist eine der größten Inseln in der Gruppe der Rauer-Inseln und liegt 1,5 km westsüdwestlich von Filla Island.
Norwegische Kartografen kartierten sie anhand von Luftaufnahmen der Lars-Christensen-Expedition 1936/37. Sie gaben einer vermeintlich deutlich größeren Insel mit einem vermeintlichen südlichen Ausläufer und einer Bucht den deskriptiven Namen Hopøy (norwegisch für Haufeninsel). Eine exaktere Kartierung erfolgte 1952 durch John H. Roscoe anhand der Luftaufnahmen der Operation Highjump (1946–1947), infolge derer die norwegische Benennung ins Englisch übertragen wurde.